# 庭田雅行
庭田 雅行 （にわた まさゆき）は、室町時代中期から後期にかけての公卿。権中納言・庭田長賢の子。官位は従一位・権大納言。庭田家7代。初名は重行。

## 官歴
注釈のないものは『公卿補任』による
- 時期不明：叙爵（従五位下）、侍従、従五位上[1]
- 文安4年（1447年） 某日：正五位下[1]
- 宝徳元年（1449年） 9月16日：従四位下[1]
- 宝徳2年（1450年） 正月28日：右近衛少将[1]
- 享徳2年（1453年） 4月4日：正四位下[1]
- 享徳3年（1454年） 正月5日：正四位上[1]
- 康正2年（1456年） 3月29日：参議。某日：兼右近衛中将。7月7日：従三位。
- 康正3年（1457年） 3月29日：兼美濃権守
- 寛正6年（1465年） 10月3日：権中納言。12月14日：正三位
- 文明5年（1473年） 12月14日：従二位
- 文明7年（1475年） 正月28日：権大納言
- 文明9年（1477年） 9月6日：正二位
- 明応2年（1493年） 2月7日：按察使
- 明応3年（1494年） 12月5日：辞権大納言、按察使如元
- 明応4年（1495年） 正月23日：従一位。2月20日：薨去（享年62）

## 系譜
- 父：庭田長賢[2]
- 母：不詳
- 生母不明の子女
  - 男子：庭田重経（1465-1501）[2]
  - 女子：庭田源子[3]